# Emorragia intracranica
L'emorragia intracranica  è un tipo di emorragia che si verifica all'interno del cranio; mentre l'emorragia extra-assiale interessa la zona cranica fuori dall'encefalo, quella intra-assiale avviene dentro l'encefalo. 
Le emorragie extra-assiali possono essere divise in ematoma sottodurale (sanguinamento tra la dura madre e l'aracnoide), ematoma epidurale (sanguinamento tra il cranio e la dura madre), ed emorragia subaracnoidea. 
Il sanguinamento entro i limiti della pia madre è noto come ematoma intracerebrale. I sanguinamenti intra-assiali sono ulteriormente divisi in emorragia intraparenchimale che avviene dentro le masse cerebrali e emorragia intraventricolare che si verifica dentro le cisterne del sistema ventricolare cerebrale.

## Tipologia
Tale emorragia viene suddivisa a seconda del luogo dove ha la genesi e quindi ritroviamo la forma subdurale, intraventricolare, parenchimale e subaracnoidea.

## Eziologia
L'emorragia intracranica si verifica quando un vaso sanguigno all'interno del cranio si rompe o ha delle perdite. Ciò può derivare da un trauma fisico (come nel caso del trauma cranico) o per cause non traumatiche (come avviene nelle emorragie) come nella rottura di un aneurisma. La terapia anticoagulante, così come disturbi di coagulazione del sangue, può aumentare il rischio che una emorragia cerebrale si verifichi.

## Prognosi
L'emorragia intracranica è una grave emergenza sanitaria che causa l'accumulo di sangue all'interno del cranio e può portare ad un aumento della pressione intracranica, che provoca lo schiacciamento del delicato tessuto cerebrale o di limitarne l'apporto di sangue. Un grave aumento della pressione intracranica può causare un'erniazione cerebrale potenzialmente mortale.

## Diagnosi
La tomografia computerizzata è la metodica di diagnostica per immagini definitiva per una diagnosi accurata di una emorragia intracranica.